# 劉鑾雄
劉鑾雄（英語：Joseph Lau Luen-hung，1951年7月21日—），綽號「大劉」，祖籍廣東潮州，香港企業家，華人置業集團前任董事會主席和行政總裁。劉鑾雄是香港著名的富豪之一，因欧文龙贪污案在澳门被起诉洗钱罪成。2015年上诉确定驳回，此后逃亡香港、未回澳门服刑。他在《福布斯》2021年全球億萬富豪榜中以136億美元资产名列第155位。他的胞弟劉鑾鴻也是香港富豪，所以通常稱呼劉鑾雄為「大劉」，劉鑾鴻為「細劉」。

## 生平

### 早年
劉鑾雄於1951年在香港出生，祖籍潮州，父親為劉火榮，母親為葉淑婉，江湖人稱潮州婆，親生兄弟姐妹包括劉鑾鴻、劉玉玲、劉玉珍及劉玉慧。他由幼稚園至中學時期，均於港島區慈幼學校及慈幼英文學校就讀，1970年赴加拿大安大略省溫莎大學留學，本科讀電子專業，後轉讀數學專業。
在父親劉火榮創立的風扇廠友聯岳記工作。及後，劉鑾雄於1978年與朋友梁英偉創辦愛美高生產吊扇，其後發展成愛美高集團，家族風扇廠由弟弟劉鑾鴻繼承。劉鑾雄從1980年代開始活躍於金融及地產業，於1983年成功讓愛美高在香港交易所上市。

### 狙擊上市公司
於1985年初，劉鑾雄與梁英偉意見不合，並把自己持有的愛美高股份配售給基金。但由於愛美高產品滯銷引致股價下跌，劉鑾雄在股市買入股份，最後重新掌握愛美高的控制權。當初出手價大約為每股2港元，購回價約7角，其獲利之豐厚，可想而知。其後他多次採用同一手法收購其他公司股份，如莊氏家族的能達科技等，為他帶來「股壇狙擊手」的稱號。
其後劉鑾雄的愛美高，更狙擊老牌地產商華置。華置當時控制中華娛樂，藉此控制中環貴重物業娛樂行。在兩個月內，愛美高由手無一股，至收購馮秉芬家族及李冠春家族手上的股份，持股43%，成為華置的大股東。另外，李冠春家族出售其手上的股份予「公司醫生」韋理及市場人士（當時持股33%）。華置收購戰結束後，韋理獲委任為公司董事局主席，劉鑾雄獲委任為董事總經理。
之後，華置成為劉氏一系的狙擊艦，利用其公司的財力，先後購入幾家空殼公司及大量的股份，並大量供股，目的在削弱韋理在公司的股權，其後八七股災，股票價格大跌導致失利。另外，華置供股30億港元收購怡置系在銅鑼灣及灣仔的大樓，終使韋理出售其在華置的股權，令華置成為劉氏的家族公司。華置的供股計劃最終失敗，但劉氏堅持通過銀團借款30億港元收購該等物業，而該等物業曾成為華置的主要資產，可見他眼光正確。
劉鑾雄又曾狙擊擁有半島酒店的香港上海大酒店，但未能獲得董事席位及控制權，最後，大酒店大股東嘉道理家族購回劉鑾雄持有的股份，讓劉鑾雄取得利潤6000多萬港元。
劉鑾雄稱，他狙擊的目標都是市值龐大、股價波動較少、淨資產偏高的老牌上市公司。原因有兩點：一是，當他出重手購入股票時，大股東為了保留控股權，往往被迫回購股票，這時市場已經炒高股價，「狙擊手」必然獲利豐厚；二是，即使大股東放棄控股權，「狙擊手」也可以在高位抛售股票，直接獲利。

### 供股及私有化
於1980年代末，劉氏一來為鞏固控制權，二來為集資大量資金供其公司拓展及還債，於是旗下公司如中華娛樂及華置進行多次供股，使小股東的權益被大幅攤薄。
於1990年代初，由於經過多次供股，公司資金充裕，另外小股民因對該系股票失去信心沽出股票，使股價低落，加上劉氏希望有一家市值百億港元以上的公司，於是開始進行數次私有化的行動。最初進行的愛美高私有化華置，雖然由於出手太低而失敗，但其旗下公司私有化屬下公司頗為順利，最終只剩下愛美高及華置。第二次愛美高私有化華置，經過兩次提價後，最初雖然在長達八小時的馬拉松股東會議上成功通過了私有化建議，但會後部分小股東向香港證監會提出抗議，所以私有化行動最終失敗。其後，劉氏反客為主，在1994年以華置私有化愛美高。由於攤薄不大，最終私有化行動成功，令劉氏持有華置約50%股權。
於1996年末，劉鑾雄的華置通過大舉沽出旗下部分地產、分拆愛美高中國上市、出售娛樂行予希慎興業的行動，大量套現，但其後又把出售娛樂行所得買入匯控的權證。
於2000年，劉鑾雄與弟弟劉鑾鴻及新世界發展前董事會主席鄭裕彤，從日本崇光總公司手上收購香港崇光百貨股權，有關股權現透過利福國際持有。
於2002年，趁股市及樓市處於低潮，華置成功私有化愛美高中國，其後以回購及增持的方式，局部增持公司股權至75%，又向何東家族收購尖沙咀東英大廈。不久股價及地價暴升數倍，可見劉鑾雄的眼光十分準繩。
於2007年，華置和建滔化工董事會主席張國榮合作，把旗下的殼公司金匡企業打造成一家甲醇企業，其後協議失敗。

### 其他投資
於1990年斥資2,500萬港元購入高士美道2至3號一幅約2萬方呎的屋地，又於2011年以4.6億港元購入毗鄰之高士美道5號物業。連同白建時道12號大宅，劉氏在區內曾持有至少3個物業。另外，劉鑾雄於2011年購入的深水灣道3號，每方呎樓面地價達10.18萬港元，當時破盡香港紀錄及亞洲最高洋房價。
於2006年，以1.35億港元競投得安迪·沃荷創作的《毛澤東肖像》。
於2007年底，以3.1億港元在美國一場拍賣投得法國印象派畫家保羅·高更於1892年繪製的畫作《清晨》。
於2010年4月15日，恒大地產向華置及其當時的董事會主席劉鑾雄發行6億美元（約46.5億港元）優先票據，華置佔3.5億美元，劉鑾雄佔2.5億美元，票據於2015年到期，年利率為13%。
於2010年5月18日，華置以25.87億港元向劉鑾雄出售多個物業，包括怡東商場、莊士敦道[York Place]兩個舖位及修頓中心之零售商舖。
於2015年2月9日，以4.2億元向理文造紙主席李文俊購入山頂白加道31號D屋，實用呎價達12.65萬港元，創下當時香港洋房成交呎價次高紀錄。
於2025年5月，劉鑾雄將部分珍稀葡萄酒藏品委托佳士得公開拍賣。最終成交金額達7290萬港元，較拍賣行最初估價3500萬港元高出逾一倍。其中最引人注目的是10支已故「酒神」Henri Jayer酒莊出品的Vosne-Romanée Cros Parantoux 1999，最終以325萬元成交，達到最低估價的三倍。另外亦有來自Domaine de la Romanée-Conti 及Lafite、Leflaive、Petrus 等的珍品。

## 慈善
劉鑾雄及旗下慈善基金由九十年代初至今，已捐款接近50億港元予不同類型的機構和團體，亦包括不少個人受助個案。當中，教育和醫療分別佔總額約20%，有需要人士個案則佔約10%，其餘則包括環境保護、文化服務等類別。 
劉鑾雄自小已經熱愛觀賞電影，為推動香港電影業發展，劉鑾雄慈善基金於2018年向「鮮浪潮電影節」捐贈1,000萬港元，鼓勵具潛質並有志從事電影工作的本地年輕創作人。疫情期間，為緩解基層電影人員的生活困難，基金於2020年向香港演藝人協會發起的「香港電影工作者疫境支援計劃」捐出1,000萬元。
2021年初，基金向天下一集團旗下公司投資1,500萬港元，合作5部本地製作電影。同年5月電影工作者總會推出《總會拍電影》計劃，基金捐出港幣1,000萬元，助電影界同業疫境自強。
劉鑾雄慈善基金自2021學年起，推出獎學金計劃，嘉許成功報讀香港八大院校的基層學生。計劃於首個學年預算約100萬元，頒贈予香港八大院校，包括香港大學、香港中文大學、香港科技大學、香港理工大學、香港城市大學、香港浸會大學、嶺南大學及香港教育大學的傑出學生。基金希望通過一點鼓勵，支持一些品學兼優的學生接受優質教育，讓他們向理想邁進及對社會作出貢獻。
2023年，身兼劉鑾雄慈善基金信託人之董事的劉陳凱韻亦攜同大女劉秀樺（Josephine），花約一周時間走訪內地四川涼山貧困地區，支持當地女童的教育發展，向她們傳遞關懷和鼓勵。
2025年，中山大學附屬第一醫院（中山一院）醫學綜合樓啟用，大樓總投資超過6億元，獲劉鑾雄慈善基金捐贈港幣4億元，樓宇並獲冠名為「劉鑾雄樓」。大樓的啟用進一步提升醫院疑難重症診治和醫療應急與救治能力，為優質醫療服務帶來更多資源。大樓除開設婦女兒童中心、建華國際醫療中心外，更與美國哈佛大學麻總百瀚（MGB）、佛山市中醫院合作打造中西醫結合運動醫學中心。醫院的加護病房（ICU）更配備了價值60萬的衛泰格（VitalGo）電動病床，幫助提升患者的可移動性與舒適性。此外，大樓 亦設置了急救中心、手術中心，天台設有緊急救援直升機停機坪，為粵港澳大灣區建立30分鐘醫療緊急救治圈。
與此同時，劉鳴煒對慈善和社會進步的貢獻亦不遺餘力。2016年，劉鳴煒向瑞典卡羅琳醫學院捐款5000萬美元（約3億9000萬港元），讓學院在港開設「卡羅琳醫學院劉鳴煒復修醫學中心」，是學院的首個海外分支。

## 個人生活

劉鑾雄擁有的其中一個車牌1 L0VE U

劉鑾雄家族擁有多架私人飛機，亦購買了多輛名貴房車。他對車牌號碼甚為講究，曾在政府車牌拍賣會上購得20多個車牌，包括通過自訂車輛登記號碼計劃，獲得「1 L0VE U」、C00L、5、11、48、66、67、2222等字句或數字的車牌，總值超過4,000萬港元。
他在2019年前常到灣仔高級酒家福臨門用膳，有報導指他平均每日吃１萬港元。
他曾於2013年患病，腎臟及心臟均有問題，但已經好轉。
他曾經是香港賽馬會會員，但於會籍生效期間從未以個人或團體名義擁有過任何馬匹。

### 感情生活
1973年，劉鑾雄求學期間結識在滑鐵盧大學留學的元配妻子寶詠琴，與她於1979年7月21日在香港結婚，於1992年離婚，二人育有兒子劉鳴煒（1980年－）及女兒劉秀融（1983年－）。劉鳴煒有一對龍鳳胎兒女，即劉鑾雄的長孫子和長孫女。
劉鑾雄於2000年代與呂麗君（現名呂姵霖）相戀，二人育有一女劉秀盈（2002年－）及一子劉子鋒（2010年－），2014年分手。2022年底，兩人出現在銅鑼灣皇室堡，引發外界復合揣測。劉鑾雄事後否認，指見面是為商業交易，並非相約逛商場，又影射呂利用網絡打手造謠兩人復合。
劉鑾雄與陳凱韻（甘比）育有兩女劉秀樺（2008年－）和劉秀兒（2018年－），一子劉仲學（2012年－）。2016年11月18日，劉鑾雄與陳凱韻向香港入境事務處遞交擬結婚通知書，其後兩人於12月結婚。他與陳凱韻一起住在全港最貴獨立屋，位於渣甸山高士美道，價值25億港元。
此外，劉鑾雄曾與李嘉欣、关之琳、袁咏仪、蔡少芬交往，也與袁洁莹、洪欣，以及律师王颖妤傳出緋聞。

### 2023年記者會
2023年11月10日下午3時半，劉鑾雄召開記者會，回應多項關於個人生活的傳聞，包括：
1.【否認甘比投資失利】劉鑾雄否認甘比「800億落空」的傳聞，稱她在藝術品投資中為他賺得超過200億，強調即便虧損也是出於自己的決定。
2.【呂麗君】劉鑾雄用「賤人」稱呼舊愛呂麗君，表示後悔在她年前瀕臨破產之際施以援手（指皇室堡事件），又指其安排《忽然一周》前總編輯帶隊網絡打手，專門造謠，包括甘比虧損百億，劉鑾雄病重將死等。
3.【其他前女友】劉鑾雄稱前任眾多，娱乐圈人只占1%。他否認如“塞春卷和各种球类如乒乓球、网球、高尔夫球”等影射他對關之琳性暴力的传言，也透露曾有一对明星姐妹花假冒他的签名诈骗，还有人婚後每年向他索要鳄鱼皮包包和钻石。他特別提到集团旗下位于尖沙嘴的“The ONE”商场並非他为李嘉欣命名，否认李嘉欣是其“最爱”，還透露2006年李嘉欣与许晋亨公开恋情後的生日获他署名“The One”登報祝賀，是李嘉欣請他幫忙，刺激许晋亨求婚。當被問到娱乐圈旧爱是否有好人，他回答：“没有，绝对绝对没有！我可以大胆讲，娱乐圈谁是人，谁是鬼，或者魔，没有神，除了歌神陈奕迅啦。”
4.【遺囑風波】劉鑾雄否認外傳的財產分予長子劉鳴煒和甘比被踢出局，但明確呂麗君不會分得財產。他稱未來生意交由有能力者打理，不會公開這一決定。

## 爭議事件

### 羅兆輝與「老千商人」
有「神童輝」之稱的香港傳奇商人羅兆輝曾因投機炒賣而坐擁20億港元身家，但於1998年亞洲金融風暴後，其物業成為負資產，令他欠下巨債。在2000年12月21日晚上，他在停泊於銅鑼灣避風塘的私人遊艇上燒炭自殺，之後獲救。
其後有傳媒指，羅兆輝自殺是與劉鑾雄追債、逼他入絕路有關。劉鑾雄聽畢十分生氣，並發下「絕子絕孫」毒誓，以表清白。2000年12月25日下午，劉鑾雄親自到醫院探訪羅兆輝後，突然召開記者會，宣布懸紅3,000萬美元通緝一名「老千商人」，指其不滿被「老千商人」抹黑，「陷他於不義」，故要揭發「老千商人」的「十宗罪」，包括奸淫擄掠、洗黑錢等。劉鑾雄在記者會上破口大罵，指「老千商人」壞事做盡，全部違法勾當均有涉及，只因無人指證，方可逍遙法外。他亦指自己十分關照羅兆輝，不像某些人貓哭老鼠假慈悲，又稱「老千商人」為了見報，一向利用傳媒抬高自己身價及踩低別人。
傳媒認為「老千商人」是英皇集團主席楊受成。楊受成對此否認，指劉鑾雄不是說他，亦不認為被影射。對於有關報導和言論，他表示「啲人鍾意點講就點講（那些人喜歡怎講就怎講）」。其後楊受成又指沒有興趣深究這名「老千商人」是誰，說與劉鑾雄在生意上沒有甚麼來往，也與他沒有甚麼交情。

### 刑事犯罪
劉鑾雄及時任南華足主羅傑承，涉嫌行賄澳門前運輸工務司長歐文龍的案件，於2014年3月14日澳門初級法院判二人罪成，各判監5年3個月。二人均沒有出席聆訊，並提出上訴。
2015年7月17日，澳門中級法院裁定二人所有上訴理由均不成立，不審理檢察院提出的上訴。根據澳門《刑事訴訟法典》，被判囚8年以下徒刑而經二審維持原判的案件，不得再向終審法院提出上訴。二人一直沒有前往澳門服刑，由於香港和澳門沒有引渡協議，只要他們不入境澳門，便不用服刑。
之後劉鑾雄辭任華置執行董事、主席、行政總裁等職務。2019年4月，香港政府修訂《逃犯條例》，劉鑾雄擔心會被引渡，申請司法覆核許可，入稟狀表明，若條例修訂通過，他可能會即時被政府拘留，或被迫流亡海外。到4月中，网上流传圖片顯示他已离开香港，到了加拿大多伦多的一家中餐厅与友人聚餐。到5月14日，他的妻子陳凱韻（甘比）在Instagram上載一張劉鑾雄與子女的合照，透露曾赴英國旅遊及到加拿大探親。

## 相關影視形象
- 1999年，亞洲電視電視劇《縱橫四海》中的「股壇狙擊手」及城中富豪追求娛樂圈女名星的情節，是影射現實中的劉鑾雄。
- 2000年，亞洲電視電視劇《美麗傳說》中，由任達華飾演的屠楚雄是影射劉鑾雄。
- 2005年，亞洲電視電視劇《美麗傳說2星願》中，由萬梓良飾演的展鴻圖是影射劉鑾雄。
- 2022年，無綫電視電視劇《美麗戰場》中，由林盛斌飾演的徐富貴是影射劉鑾雄。